# 一忠
一忠（いっちゅう、? - 文和3年（1354年）5月）は、南北朝時代に活躍した田楽法師。別名を石松。当時を代表する田楽の名人であり、猿楽を大成した観阿弥・世阿弥父子に大きな影響を与えた。鬼など各種の物真似芸に通じさらに舞歌幽玄の風を兼ね備えた名人として、世阿弥が『風姿花伝』で「此道の聖」、『三道』で「三体相応の達人」と絶賛している。

## 概説

### 田楽とは
田楽とは、元々田植えに際してそれを囃した民間芸能が、平安時代に唐から渡来した散楽系の曲芸的な技を受け入れて専業化したものとされる。猿楽とは互いに影響を与え合い、猿楽能、田楽能としてともに「能」の名で呼ばれた。猿楽より早く、芸能集団としての「座」を組織し、南北朝期には京都白川の本座（一忠など）、奈良の新座（喜阿弥、増阿弥など）が知られていた。
南北朝期、田楽能は猿楽を圧倒して最盛期を迎える。北条高時の田楽狂いは『太平記』において克明に描写されて有名だが、そんな時代を担った名人が一忠であった。

### 活躍
田楽本座所属の役者として活躍して高い評価を受けていたことが、世阿弥の著作などで知られている。
『太平記』などには、貞和5年（1349年）に大規模な勧進田楽が催されたことが記録されている。これは京四条橋の建設の資金集めとして興行され、四条河原で本座・新座両座の出演で行われたものであり、将軍足利尊氏、関白二条良基なども観劇に訪れている。当時の田楽の人気の高さを示す興行であるが、出演した稚児のアクロバティックな芸が観客を熱狂させたあまりに、観客席の桟敷が倒壊して死傷者が出たことで「桟敷崩れの能」として現在では知られている。
一忠もこれにトップバッターとして出演し、新座の花夜叉なる役者と「恋の立合」なる曲をともに舞った。これは「立合」と呼ばれる、二座の役者が同時に同じ曲を舞って、その出来を競い合うという趣向であり、役者同士の真剣勝負というべきものである。曲は進み、「恨みは末も通らねば……」という見せ場であっただろう台詞に二人が差し掛かった。ところがそんな重要な台詞の途中で、一忠は突然咳払いをして、扇を取り直して汗を拭い始めたのである。これにテンポを乱された花夜叉はこの肝心の台詞を言い損ない、大恥をかいてしまったという。
以上は『申楽談儀』に紹介されるエピソードである。後の世阿弥も、摂津猿楽の榎並と立合で「翁」を舞った際、突然ぴたりと舞を止め、それに対応出来ずそのまま舞い続けた榎並に恥をかかせている。立合は役者同士の真剣勝負であり、このような相手からの「仕掛け」に当意即妙に対応してみせてこそ、優れた役者であると世阿弥は語っている。上の一件は、円熟した名人であった一忠が花夜叉を圧倒したものと言うべきであろう。
『常楽記』によれば、「田楽石松法師」こと一忠は文和3年（1354年）5月に死去したとされる。

### 後世への影響
『申楽談儀』によれば、観阿弥は彼のことを「わが風体の師」と呼んで傾倒していた。また世阿弥に大きな影響を与えた近江猿楽の犬王（道阿弥）も彼から学ぶところが多かったようで、猿楽、田楽という枠を超えて名人として崇敬されていたらしい。
世阿弥自身は彼の至芸には接していないが、幼少期から佐々木道誉・海老名南阿弥といった優れた鑑賞眼を持った人物に、その素晴らしさをたびたび聞かされ、尊敬の念が厚かった。「此道の聖」「三体相応の達人」と評したことは前に述べたが、『申楽談儀』冒頭でも、喜阿弥・犬王・観阿弥とならぶ「当道の先祖」四人の筆頭格として名を挙げている。世阿弥の目指した名人像の一つであり、能の芸術的発展にも、大きく寄与したと言える。